# Piekielna noc
Piekielna noc (tytuł oryg. Hell Night) – amerykański film fabularny (horror) powstały w 1981 roku, łączący w sobie elementy charakterystyczne dla podgatunku slasher z motywem gotyckich filmów o nawiedzonych domach.

## Opis fabuły
Tytułowa „Piekielna noc” („Hell Night”) to forma inicjacji, którą przejść muszą uczniowie szkoły wyższej, by dołączyć do stowarzyszenia studenckiego.
Tym razem forma kocenia, którą wymyśla Peter Bennett, prezes bractwa Sigma Alpha Rho, mrozi krew w żyłach; Marti, Denise, Jeff i Seth mają bowiem za zadanie spędzić noc w domostwie Raymonda Gartha − miejscu morderstw popełnionych przed dwudziestoma laty. Na temat posiadłości krążą zatrważające miejskie legendy, a aurę przerażenia ma wzniecić dwójka członków bractwa, którzy zjawiają się niepostrzeżenie w domu Gartha, by straszyć adeptów. Nieoczekiwanie, zaczyna dochodzić do brutalnych morderstw.

## Obsada
- Linda Blair − Marti Gaines
- Vincent Van Patten − Seth
- Peter Barton − Jeff Reed
- Kevin Brophy − Peter Bennett
- Jenny Neumann − May West
- Suki Goodwin − Denise Dunsmore
- Jimmy Sturtevant − Scott
- Hal Ralston − starszy policjant

## Produkcja
Filmowanie Piekielnej nocy zajęło w sumie czterdzieści dni. Na teren atelierowy obrano Kalifornię. Za ogrody rezydencji Gartha posłużyła zewnętrzna część dworu Kimberly Crest w Redlands (wkrótce po nakręceniu filmu teren przebudowano i oddano do użytku publicznego jako muzeum), wnętrze nawiedzonej posiadłości sfilmowano zaś w prywatnej willi w Pasadenie. W Los Angeles nakręcono także scenę imprezową. Tunele, które widz może zaobserwować w filmie, to w rzeczywistości dwa korytarze; aktorzy musieli jedynie biegać w tę i z powrotem.
Piekielna noc to ostatni film zrealizowany dla wytwórni filmowej Compass International Pictures.

## Nagrody i wyróżnienia
- 1981, Sitges − Catalonian International Film Festival:
  - nagroda Medalla Sitges en Plata de Ley w kategorii najlepsze efekty specjalne
- 1982, Razzie Awards:
  - nominacja do Złotej Maliny w kategorii najgorsza aktorka (Linda Blair)